# Bodorovszky Sámuel
Bodorovszky Sámuel (szlovákul Samuel Bodorovský; Besztercebánya, 1825. április 30. – Besztercebánya, 1891. június 1.) hivatalnok, ügyész, besztercebányai városi főjegyző, szlovák nemzeti kultúrmunkás.

## Élete
Apja Sámuel, anyja Simonovits Mária. Besztercebányán és Selmecbányán végezte tanulmányait, majd jogot tanult Késmárkon.
A szabadságharc alatt és után Zólyom vármegye hivatalnoka, később peredméri szolgabíró. 1861-től állami hivatalnok, ügyész, majd 1872-től besztercebányai jegyző. A Matica slovenská alapító tagja. A szlovák irodalom terjesztője.
1850-ben Zólyom vármegyében 17. századi iratokat rendezett és selejtezett.
Támogatta a selmeci idős tanárokat segítő intézetet.

## Művei
Jelentéseket írt az Obzorba, szülővárosa történelmével is foglalkozott.